# Alstom Pojazdy Szynowe
Alstom Polska S.A. – oddział we Wrocławiu – zakład produkcji taboru oraz wyposażenia kolejowego, istniejący we Wrocławiu od 1832 roku, znane na przestrzeni lat pod wieloma nazwami (zobacz: podsumowanie nazewnictwa). W ofercie przedsiębiorstwa znajdują się lokomotywy elektryczne, nadwozia lokomotyw, ramy wózków, czy kolejowe systemy sygnalizacyjne i aparatura elektryczna.
Do 1997 roku i zarazem najdłużej w swojej historii, przedsiębiorstwo funkcjonowało pod nazwą Państwowa Fabryka Wagonów we Wrocławiu (w skrócie Pafawag), osiągając w latach 80. XX w. status największego polskiego producenta elektrowozów, elektrycznych zespołów trakcyjnych i wagonów kolejowych i jednego z największych producentów taboru kolejowego w Europie.
Obecnie należy do międzynarodowego koncernu Alstom, a od 2023 działa jako oddział spółki Alstom Polska S.A.

## Historia

### Powstanie zakładu
Fabryka powstała w 1832 roku jako niemieckie zakłady Maschinenbauanstalt Breslau (Zakład Budowy Maszyn). Produkcja na terenie zakładu została rozpoczęta już w 1833 roku, a fabryka należała do grona najstarszych producentów taboru szynowego w Europie. Od 1839 działała jako Wagenbauanstalt Gottfried Linke (Zakład Budowy Wagonów Gottfried Linke), potem kilkakrotnie zmieniała nazwę, m.in. na Linke-Hofmann Werke (Zakłady Linke-Hofmann). Podczas I wojny światowej fabryka produkowała też samoloty dla armii niemieckiej. Przed II wojną światową wytwarzała oprócz wagonów kolejowych także tabor tramwajowy, w tym m.in. pierwszy tramwaj o stalowej konstrukcji pudła – LH Standard. W czasie II wojny światowej pracowało tu około 5000 przymusowych robotników, a oprócz pociągów produkowano także systemy napędowe do rakiet V2.

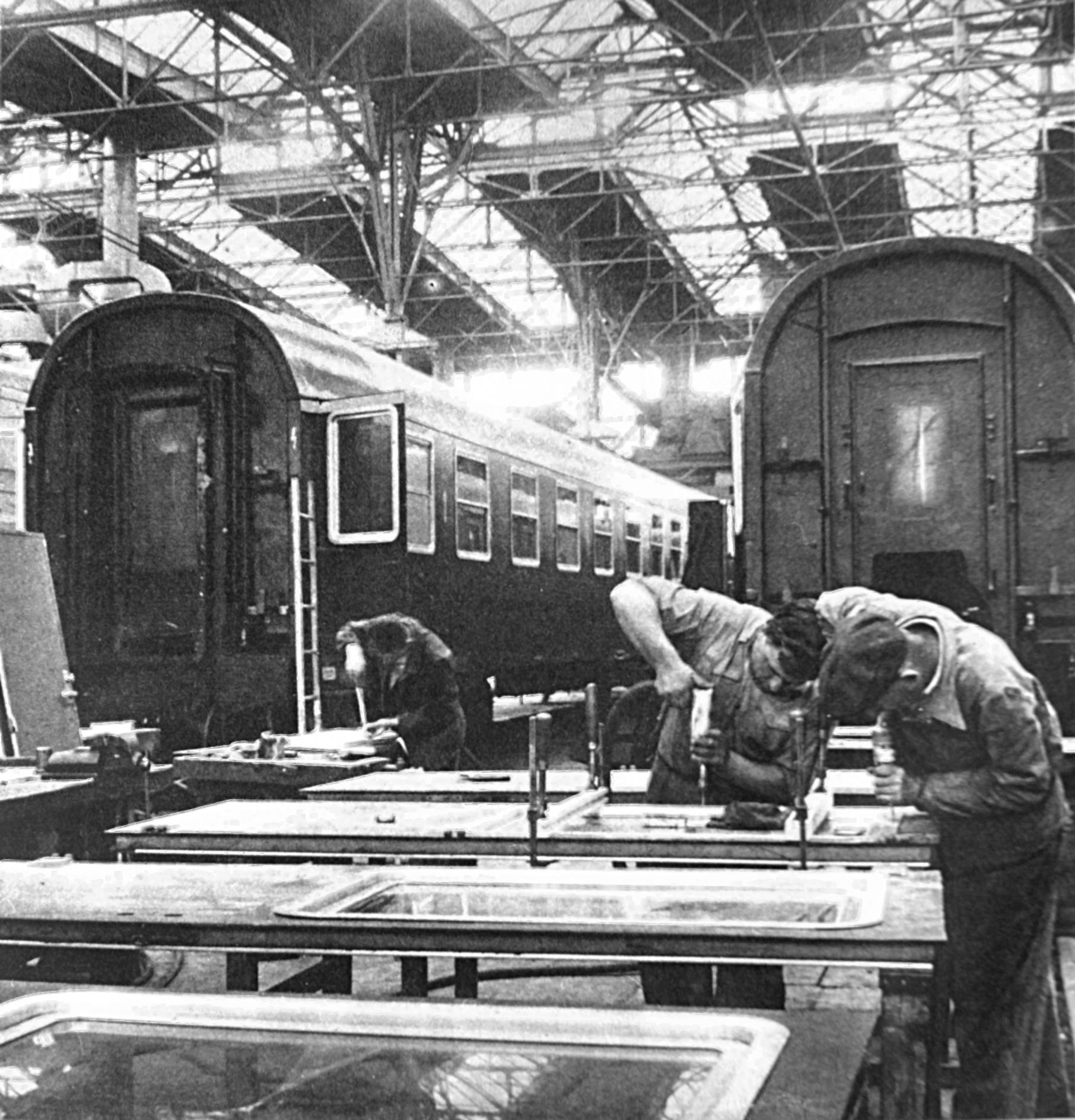
Montaż wagonów około 1968 r.

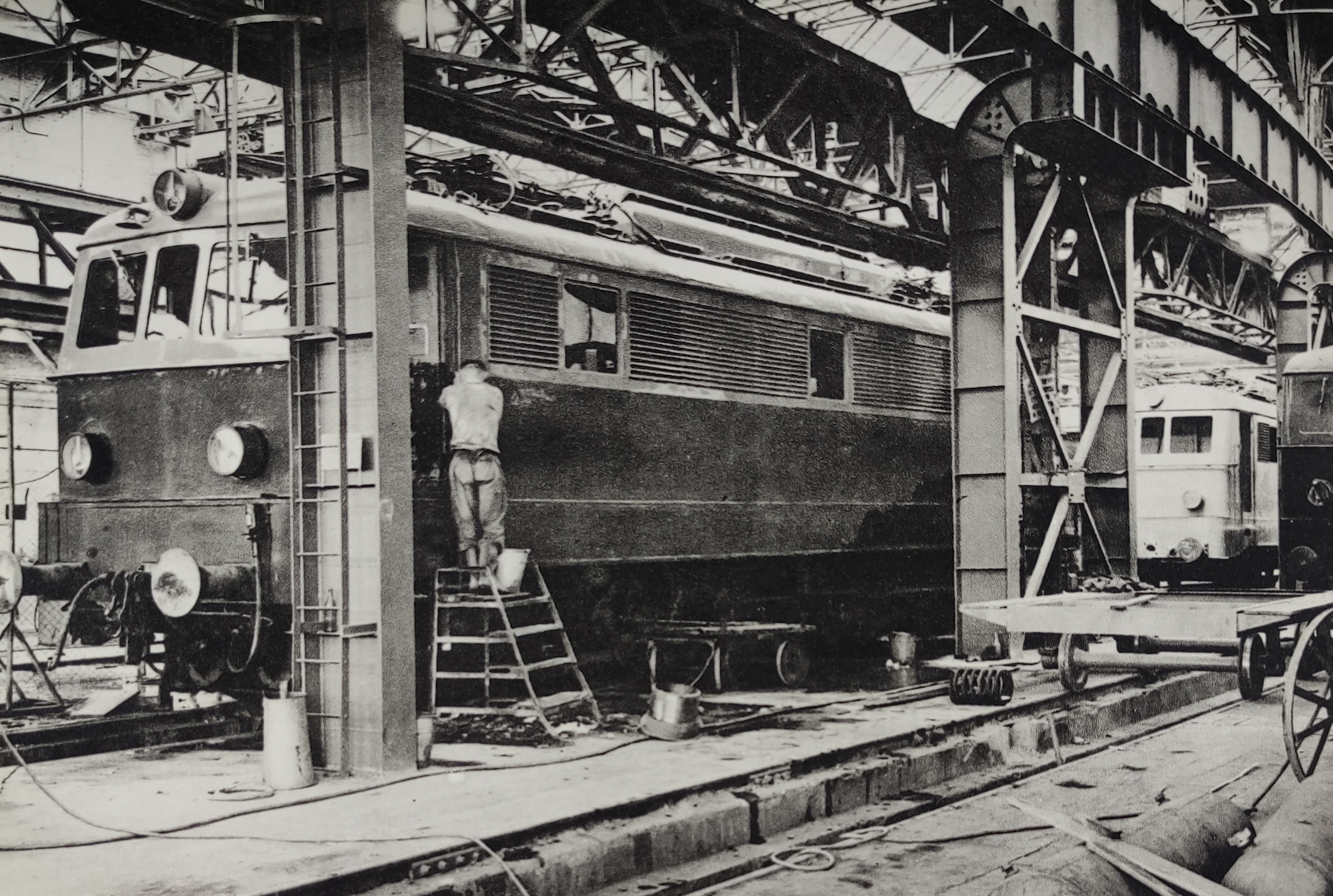
Produkcja lokomotyw elektrycznych typu 3 E

Zakłady Linke-Hoffman Werke, po ich odminowaniu, zostały przejęte przez polskie władze z rąk radzieckich 17 lipca 1945 r., chociaż nieoficjalnie pierwsze przekazanie majątku miało miejsce już 17 maja owego roku (co nie powstrzymywało oddziałów Armii Czerwonej od dalszego demontowania sprzętu). Do końca 1945 r. nowy polski zarząd zakładów zdołał stworzyć załogę liczącą ok. 1400 pracowników, o różnorodnym składzie, od repatriantów, przez zdemobilizowanych żołnierzy, aż po robotników m.in. z poznańskich zakładów Cegielskiego oraz byłego warszawskiego zakładu Lilpop, Rau i Loewenstein. Wielu było spośród nich Polaków wywiezionych przez III Rzeszę na tzw. roboty do tychże właśnie wrocławskich zakładów oraz do pobliskiego Famo. Zakłady Linke-Hoffman Werke przemianowano na Państwową Fabrykę Wagonów we Wrocławiu (w skrócie PaFaWag, bądź Pafawag).
Pierwsze władze fabryki, zgodnie z relacją Czesława Michalaka, przytoczoną przez Zbigniewa Wojciechowskiego, wyglądały następująco: inż. Mikołaj Gutowski – dyrektor naczelny, inż. Stanisław Komorowski – dyrektor produkcji, inż. Bohdan Zenowicz – szef planowania produkcji, inż. Stanisław Chałubek – kierownik węglarkowni. Stan zakładów w chwili ich przejęcia przez polskie władze, delegowane przez Południowe Zjednoczenie Przemysłu Metalowego w Katowicach, był tragiczny – znaczna część budynków była uszkodzona (30% było całkowicie zniszczonych według relacji Michalaka, 20% według Ryszarda Rusaka) lub zasypana gruzami tudzież pozbawiona oszklenia i dachów, większość hal była pozbawiona maszyn, a urządzenia techniczne były zdekompletowane i/lub uszkodzone (Michalak szacuje szkody w sprzęcie technicznym na ok. 80%), sieci siłowa, gazowa, świetlna i sprężonego powietrza były zrujnowane, zakłady pozbawione były ogrodzeń, a przez to narażone na szabrownictwo. 
Zbigniew Tempski wspomina o potyczce straży fabrycznej z bliżej nieokreśloną bandą, do jakiej miało dojść 18 listopada 1945 r., wskutek której dwóch strażników zostało ciężko rannych. Proces odgruzowywania i reaktywacji zakładów postępował z trudem, już jednak w styczniu 1946 r. Pafawag opuściło sto wagonów towarowych, niezbędnych dla powojennej odbudowy kraju. Pafawag znalazł się pod kontrolą Zjednoczenia Przemysłu Taboru i Sprzętu Kolejowego.
Według raportu rzeczoznawcy ministerialnego dra inż. Zygmunta Zbichorskiego w lipcu 1946 r. fabryka zatrudniała 3770 robotników. Pracownicy Pafawagu odbudowali i zamieszkiwali budynki mieszkalne Grabiszynku, Nowego Dworu i Muchoboru, a z czasem także części Leśnicy. Produkowano naówczas węglarki typu 27W, powstałe na podstawie planów niemieckich wagonów 2-Ommu Klagenfurt. Od maja 1946 r. zaczął się ukazywać dwutygodnik „PAFAWAG”, w którym umieszczano tzw. kolumny honoru zawierające pracowników wyróżniających się w pracy. Od września 1946 r. rozpoczęto produkcję polskiego projektu węglarek typu 29W (10-tysięczna węglarka opuściła zakłady 28 lutego 1948 r.), od marca 1946 r. – tendrów parowozowych typu 32D47, od 1948 r. – prototypowe wagony pasażerskie, których seryjna produkcja jako typ 56W rozpoczęła się w 1950 r. Wagon ten był prezentowany na Wystawie Ziem Odzyskanych w 1948 r. Wojciechowski podaje następujące liczby zatrudnionych w Pafawagu: 1947 – 4976, 1949 – 5422, 1957 – 6200. 
Od 1952 r. Pafawag produkował wagony sypialne typu 13A, jednak największe osiągnięcie pojawiło się rok później, gdy zakłady (we współpracy z Centralnym Biurem Konstrukcyjnym Przemysłu Taboru Kolejowego w Poznaniu) wypuściły pierwszą powojenną polską lokomotywę elektryczną EP02, a w następnie trójczłonowy elektryczny zespół trakcyjny EW53. Następnie Pafawag odpowiadał za bardzo szeroką gamę modeli parowozów, sieci trakcyjnych i wagonów (produkowanych także dzięki innowacjom w polu przetwarzania danych wpierw dzięki czeskiej maszynie licząco-analitycznej firmy ARITMA, a później dzięki komputerowi R-32 Odra), w tym wiele produkowanych na eksport do takich krajów jak ZSRR, Jugosławia, Albania, Bułgaria, Rumunia, Węgry, Czechosłowacja, NRD, Austria, Holandia, Finlandia, Grecja, Maroko, Egipt, Syria, Indie, Wietnam i Korea. Jako ciekawostkę można wyróżnić wytworzenie w zakładach Pafawagu wagonów rentgenowskich typu 401c, powstałych w związku z narodowym programem antygruźliczym. Pafawagiem władze komunistyczne chwaliły się szeroko – zapraszały doń takie postacie jak: Maurice Thorez, Pietro Nenni, Zhou Enlai, Sarvepalli Radhakrishnan, Wanda Wasilewska, Władysław Broniewski, Zdeněk Fierlinger, Ilja Erenburg, Hans Marchwitza, Jean Effel czy Konni Zilliacus (syn). Akcję swej powieści „Fundamenty” umiejscowił Jerzy Pytlakowski na terenie Pafawagu.
Od lat 50. XX wieku przy zakładach funkcjonował oddział Wieczorowej Szkoły Inżynierskiej, który dołączył do funkcjonujących przy zakładach gimnazjum mechanicznego, liceum oraz szkołami dokształcającą i powszechną dla dorosłych. Przy Pafawagu funkcjonowały także koło Stowarzyszenia Inżynierów i Techników Mechaników Polskich (od 1946 r.) oraz Stowarzyszenia Techników Odlewników Polskich (od 1951 r.). Już od września 1945 r. istniał Robotniczy Klub Sportowy „Pafawag”, z którego wywodził się chociażby mistrz świata w pływaniu na 100 m w stylu klasycznym Marek Petrusewicz. Od 1953 r. funkcjonował organizowany przez Pafawag Dom Kultury w Nowym Dworze, przy której funkcjonował oddział Towarzystwa Krzewienia Kultury Fizycznej. Od 1946 r. organizowano ośrodki wypoczynkowe dla pracowników Pafawagu w Karkonoszach oraz nad Bałtykiem, nadto w 1952 r. otwarto Poliklinikę Przyzakładową. Oczywiście w ramach Pafawagu funkcjonował także Komitet Fabryczny Polskiej Zjednoczonej Partii Robotniczej, którego działalności zostało poświęcone studium pod redakcją Marcina Kuli. W maju 1951 r. KF PZPR składał się z 22 członków, a w owym roku członkami partii (Podstawowej Organizacji Partyjnej – POP) w zakładach miało być 1191 zatrudnionych, 187 zaś było kandydatami; znacznie większy odsetek stanowić wówczas mieli pracownicy biurowi niż robotnicy.
Pracownicy Pafawagu trudnili się także odbudową miasta, tak osiedli mieszkalnych, jak i wielkich obiektów (Most Grunwaldzki, Hala Ludowa/Stulecia, Stadion Olimpijski, etc.), a także uzupełnieniem wrocławskiego taboru tramwajowego. W latach 1946-1947, gdy brak tramwajów był najbardziej dotkliwy, Pafawag opuściło 39 składów tramwajowych. Osiągnięcia techniczne Pafawagu były kilkakrotnie nagradzane: automaty spawalnicze – nagrodą I stopnia Stowarzyszenia Inżynierów i Techników Mechaników Polskich, zastosowanie płyt elektromagnetycznych dla ułatwienia pracy i redukcji hałasu – nagrodą Naczelnej Organizacji Technicznej za wybitne osiągnięcia w dziedzinie techniki, wdrożenie pierwszej w kraju linii ciekłych mas samoutwardzalnych – I nagrodą Naczelnej Organizacji Technicznej, innowacje techniczno-organizacyjne w odlewnictwie – Nagrodą Miasta Wrocławia (przyznaną zespołowi w składzie: Jan Rudnicki, Jan Dzięcioł, Stanisław Okniński, Stanisław Bąk), ogół osiągnięć produkcyjnych – nagrodą przemysłu kolejowego Instytutu Promocji i Prestiżu przy ONZ; wreszcie załoga otrzymała wiele nagród i odznaczeń na czele z Orderem Budowniczych Polski Ludowej oraz dwukrotnym Orderem Sztandaru Pracy I klasy.
Z czasem Pafawag utworzył swe filie w Trzebnicy i Żmigrodzie, a także stworzył własny Ośrodek Badawczo-Rozwojowy, trudniący się badaniami nad rozwojem taboru kolejowego i metod jego produkcji. W latach ’80 zakłady Pafawagu pogrążyły się w kryzysie, we znaki dawały się braki surowcowe oraz drastycznie spadająca liczba zamówień, przez to dokonane były redukcje personelu – z 6055 pracowników w 1981 r. do 4432 w 1984 r. według danych przytaczanych przez Ryszarda Rusaka.

#### Wyprodukowany tabor
Łącznie polskie zakłady we Wrocławiu wyprodukowały 2231 lokomotyw elektrycznych oraz 1633 elektrycznych zespołów trakcyjnych.
Najliczniej produkowanym modelem był elektryczny zespół trakcyjny 5B/6B (EN57), wyprodukowany w latach 1961–1993 w liczbie 1429 sztuk, oraz elektryczna lokomotywa towarowa ET22 produkowana dla PKP w latach 1969–1989. Część taborowa przedsiębiorstwa wyprodukowała między innymi dla PKP lokomotywy E412 (typ 112E) oraz po przejęciu przez Adtranz EU11 (typ 113E). Kontrakt na 42 sztuki EU11 o wartości ponad 640 mln zł nie doczekał się realizacji, dlatego zostały odsprzedane do Włoch.
| Typ pojazdu | Rodzaj pojazdu                     | Seria PKP | Lata budowy | Liczba  |
| ----------- | ---------------------------------- | --------- | ----------- | ------- |
| 1E          | Lokomotywa elektryczna pasażerska  | EP02      | 1953–1956   | 8       |
| 2E          | Lokomotywa elektryczna towarowa    | –         | 1954–1956   | 9       |
| 1B/2B       | Elektryczny zespół trakcyjny       | EW53      | 1954–1956   | 20      |
| 3E          | Lokomotywa elektryczna towarowa    | ET21      | 1957–1971   | 658     |
| 3Aw         | Wagon osobowy wąskotorowy          | Bxhpi     | 1958-1960   | ok. 600 |
| 3B/4B       | Elektryczny zespół trakcyjny       | EW55      | 1958–1962   | 72      |
| 5B/6B       | Elektryczny zespół trakcyjny       | EN57      | 1962–1994   | 1429    |
| EU07        | Lokomotywa elektryczna uniwersalna | EU07      | 1965–1977   | 240     |
| 101N        | Elektryczny zespół trakcyjny       | EN94      | 1969–1972   | 40      |
| 201E        | Lokomotywa elektryczna towarowa    | ET22      | 1969–1989   | 1184    |
| 102E        | Lokomotywa elektryczna pasażerska  | EP08      | 1972–1976   | 15      |
| 201Ea       | Lokomotywa elektryczna pasażerska  | EP23      | 1973        | 1       |
| 3WE         | Elektryczny zespół trakcyjny       | EW58      | 1974–1980   | 28      |
| 5Bg/6Bg     | Elektryczny zespół trakcyjny       | EN71      | 1976        | 20      |
| 104E        | Lokomotywa elektryczna pasażerska  | EP09      | 1986–1997   | 47      |
| 6WE         | Elektryczny zespół trakcyjny       | EW60      | 1990        | 2       |
| 5Bs/6Bs     | Elektryczny zespół trakcyjny       | ED72      | 1993–1996   | 21      |
| 112E        | Lokomotywa elektryczna uniwersalna | EU43      | 1996–1998   | 28      |

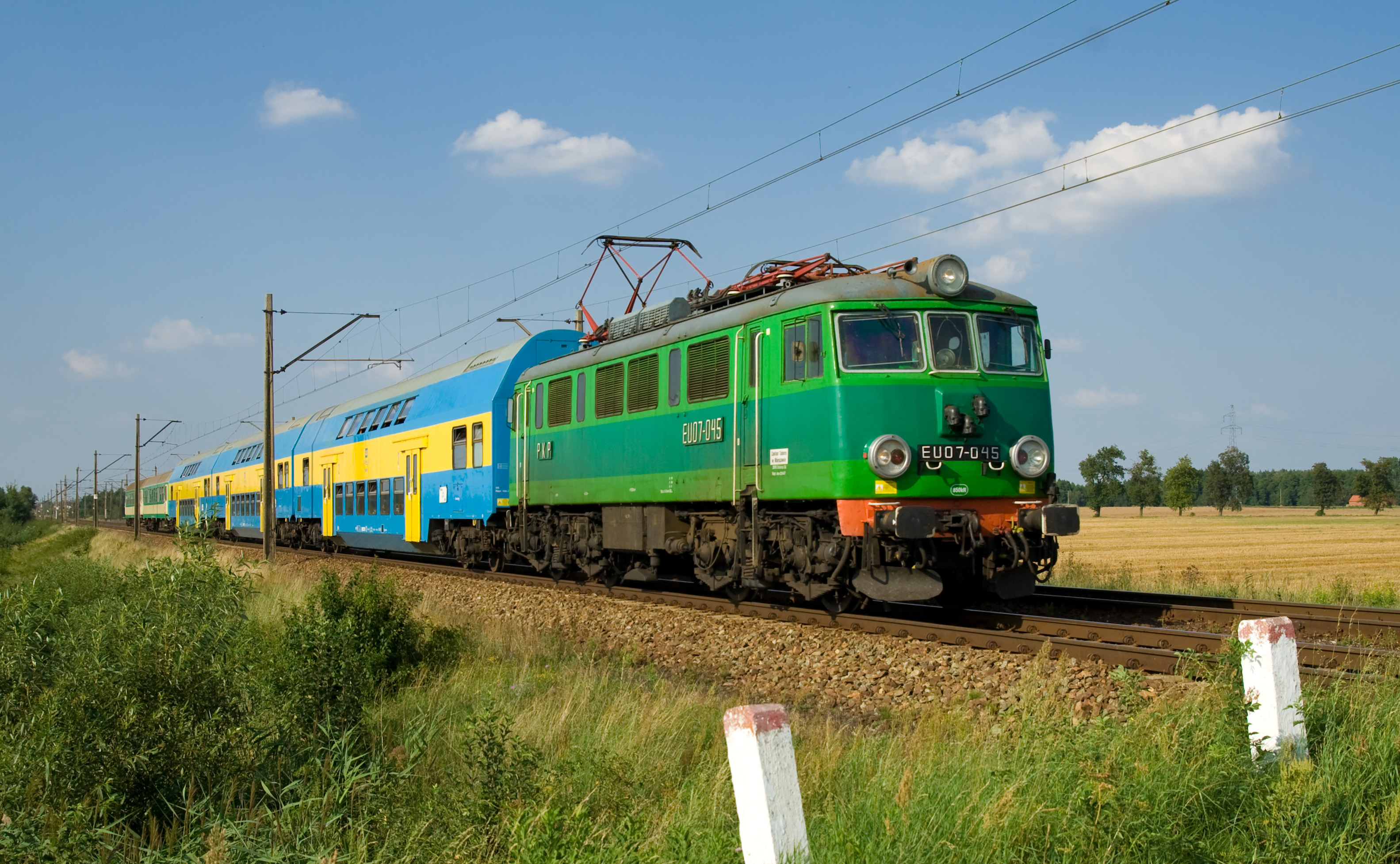
EU07 (typ 4E) – najpopularniejsza pasażerska lokomotywa elektryczna w Polsce
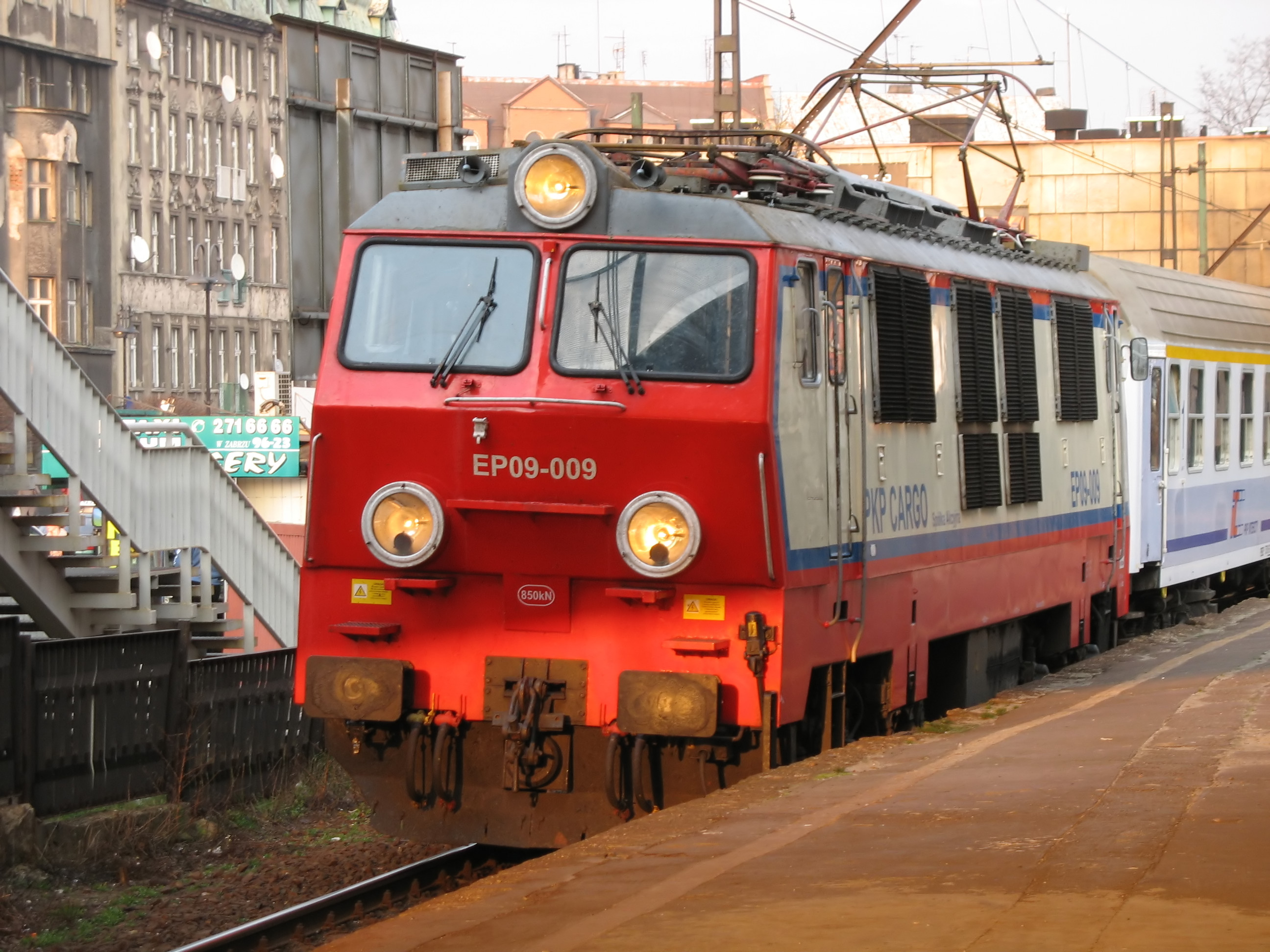
EP09 wyprodukowana przez Pafawag
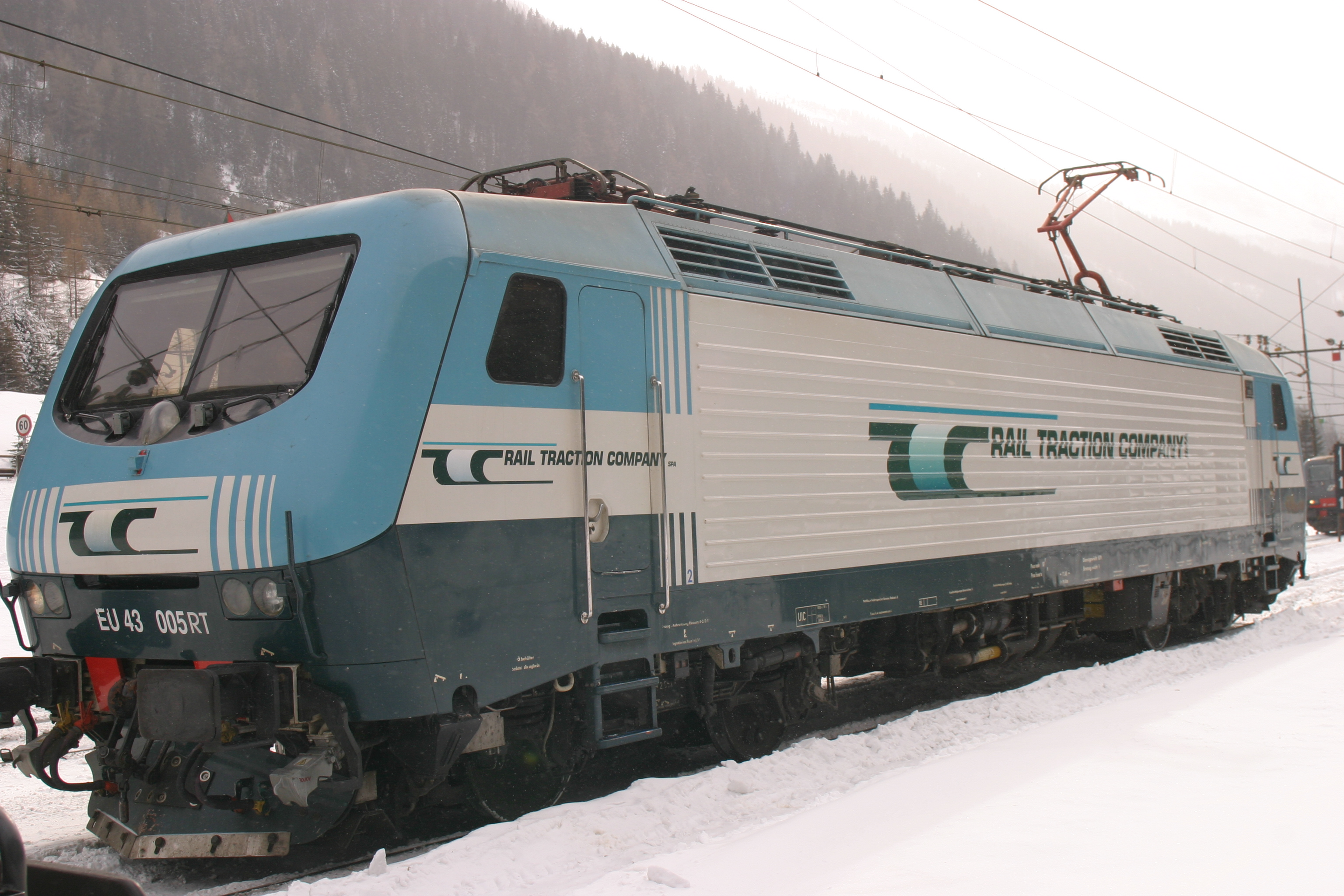
Pafawag EU43 (E412) – ostatnia lokomotywa produkcji polskich zakładów Pafawag we Wrocławiu z 1996, własność Rail Traction Company, prędkość konstrukcyjna 220 km/h

### Adtranz

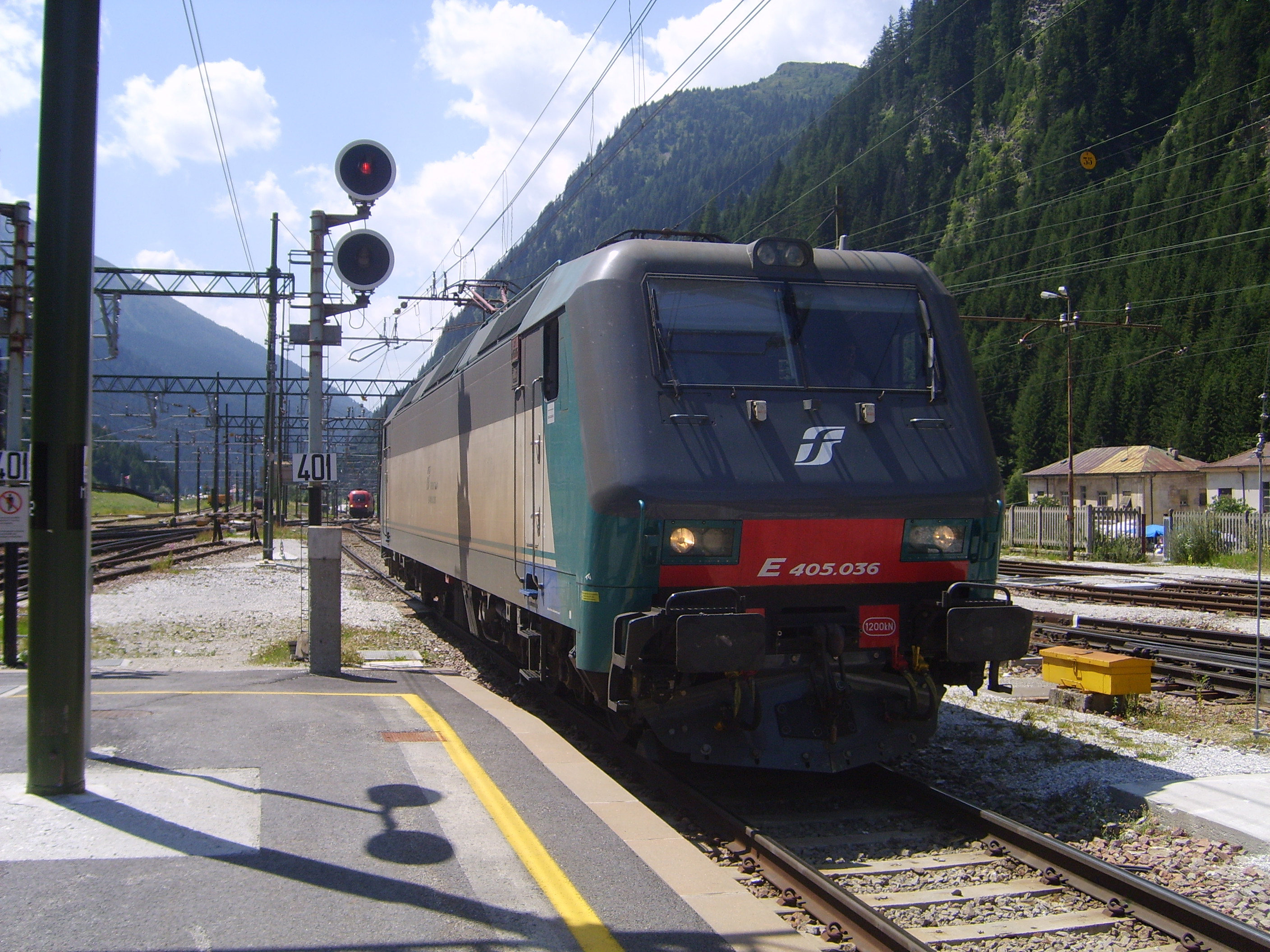
Adtranz-Pafawag EU11(E405), wyprodukowana w 2000 na zamówienie PKP, osiąga prędkość 220 km/h

24 lutego 1997 zakład został przejęty przez niemieckie przedsiębiorstwo Adtranz. Zakład zmienił nazwę na Adtranz. Adtranz wykupił 75% udziałów przedsiębiorstwa za 3,7 mln USD. Spółka Adtranz powstała 1 stycznia 1996 w wyniku połączenia pionów kolejowych koncernów ABB i Daimler AG. Adtranz zatrudniał 23 tys. osób. Po przejęciu, wszystkie zakłady w Katowicach, Wrocławiu, Łodzi i Warszawie zatrudniały 2500 osób.
Po przejęciu spółka Adtranz sprzedała tereny zakładu obejmującego kilkanaście większych i mniejszych hal zlokalizowanych na gruntach o powierzchni ok. 550 tys. m². Po 1998 roku produkcja odbywała się w dwóch halach o powierzchni ok. 140 tys. m². W pierwszej znajdują się: stacja prób statycznych, stanowiska montażu z powierzchnią magazynową na części i podzespoły gotowe (aparatura trakcyjna, wyposażenie kabin itp.) oraz wydzielona część, w której produkuje się wózki do lokomotyw i wagonów towarowych. Druga hala to zakład produkcji pudeł ze stali węglowej.

#### Wyprodukowany tabor
Zakład posiadał portfel zamówień obejmujący budowę pudeł do elektrowozów: serii BR185 dla DB Cargo (400 szt.), serii BR146 dla DB Regio, serii BR145 dla pozostałych niemieckich przewoźników oraz serii ALP-46 dla amerykańskich kolei New Jersey Transit (24 szt. pudeł). Zakład produkował również ramy wózków trakcyjnych do lokomotyw Bombardier Transportation. Zakład wyprodukował również 1000 wózków Y 25 HIGH LOAD dla kolei SNCB.
| Seria PKP | Lata budowy | Liczba |
| --------- | ----------- | ------ |
| ED73      | 1997        | 1      |
| EU11      | 1998-2002   | 42     |

### Bombardier Transportation Polska

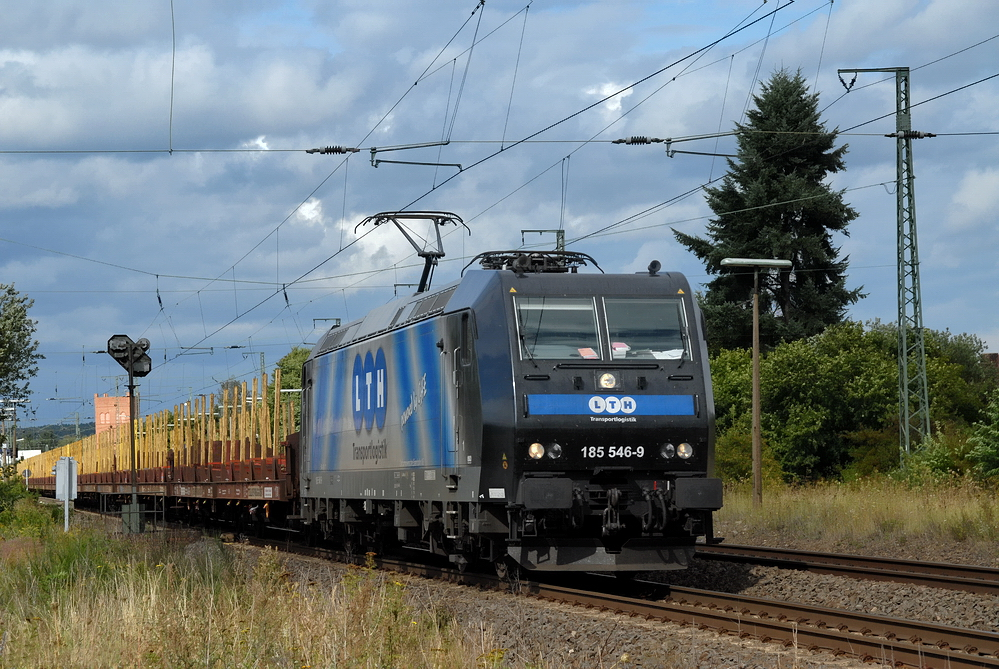
Towarowa lokomotywa BR185, wyprodukowano 400 sztuk dla DB Cargo

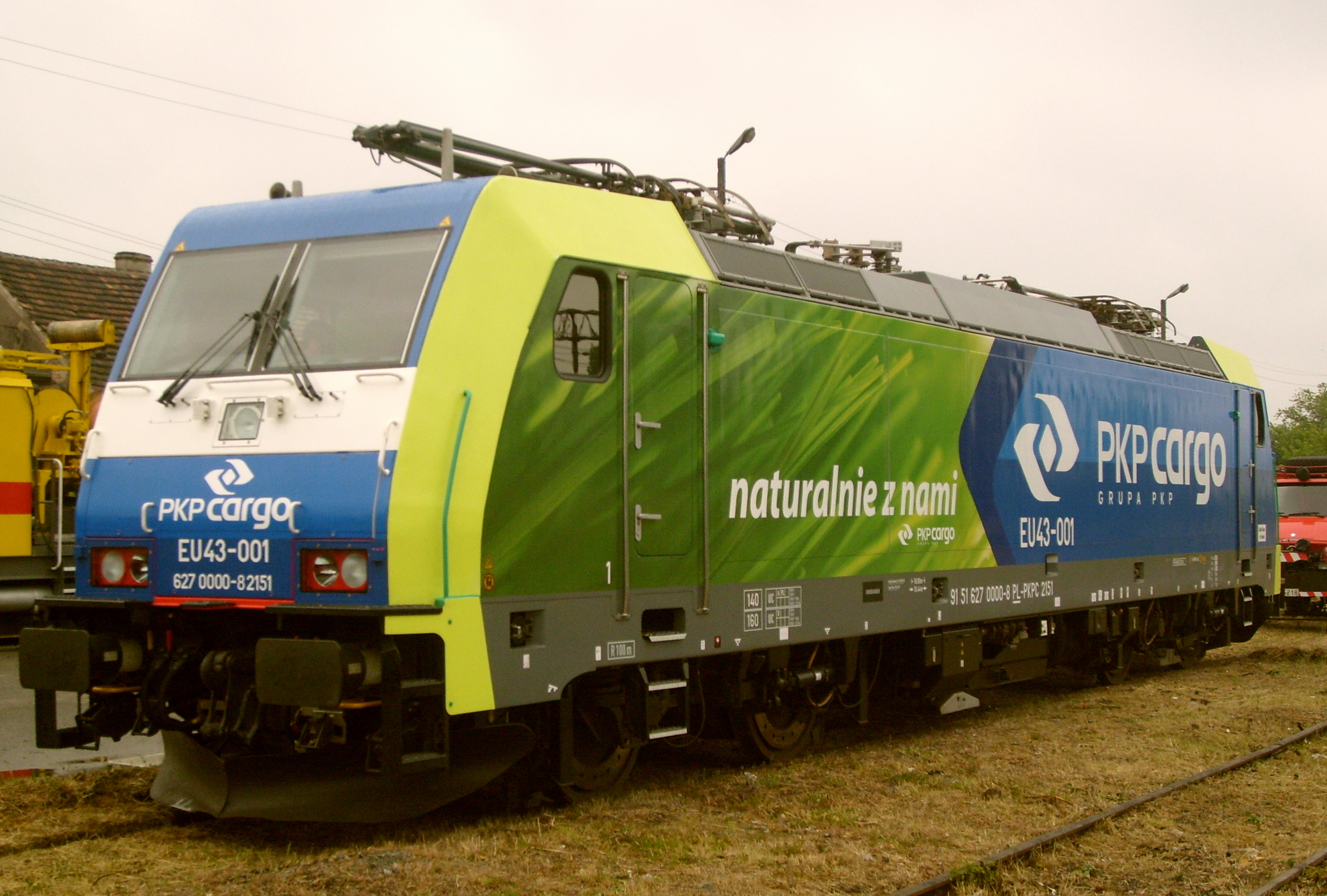
EU43 PKP Cargo

W maju 2001 firma Adtranz (wraz z zakładem we Wrocławiu) została przejęta przez kanadyjski koncern transportowy Bombardier Transportation.
Bombardier Transportation (BT) Wrocław był nową nazwą tego zakładu produkcyjnego. W tym czasie zakład spawał pudła do lokomotyw Traxx, FS Class E464, ALP-45DP, które montowane były w Kassel (Niemcy) oraz w Vado Ligure (Włochy). Produkowane były także pudła do ALP-46. We Wrocławiu produkowane były także ramy wózków do wszystkich typów pojazdów, natomiast Bombardier nie produkował we Wrocławiu kompletnych lokomotyw. Bombardier wykonał także modernizację lokomotyw przeznaczonych dla PKP, a wyprodukowanych za czasów Adtranz (przejętego przez BT).
W strukturach grupy Bombardier Transportation wyodrębniona jest dywizja systemów sterowania ruchem kolejowym RCS (Rail Control Solutions). Ze zlokalizowanych w Polsce zakładów do dywizji RCS należą Bombardier Transportation (ZWUS) Polska sp. z o.o. oraz Bombardier Transportation (Rail Engineering) Polska Sp. z o.o.
Bombardier Transportation posiadał wtedy w Polsce kilka zakładów: katowicki ZWUS, warszawskie biuro projektowe Rail Engineering oraz łódzkie Biuro Obsługi (dawne Z-3 Elta).
Bombardier Transportation (ZWUS) Polska z siedzibą w Katowicach zajmowała się wówczas się produkcją urządzeń elektromechanicznych oraz systemów sterowania ruchem na liniach kolejowych, tramwajowych i metra. Przedsiębiorstwo produkuje gamę urządzeń takich jak napędy zwrotnicowe do wszystkich rodzajów i typów zwrotnic oraz rozjazdów zarówno kolejowych, jak i tramwajowych. Przedmiotem produkcji są także napędy rogatkowe (pot. szlabany) oraz sygnalizacja przejazdowa, a także kompletne systemy przejazdowe, obwody torowe, liczniki osi pojazdów szynowych, systemy sterowania ruchem kolejowym oraz wiele istotnych elementów elektroniki stosowanych w systemach automatyki kolejowej i przemysłowej.
Bombardier Transportation (Rail Engineering) Polska Sp. z o.o. z siedzibą w Warszawie stanowiła biuro projektowe, specjalizujące się m.in. w opracowywaniu kompleksowej dokumentacji projektowej w branżach automatyki kolejowej, telekomunikacji kolejowej oraz elektroenergetyki kolejowej.

### Alstom Pojazdy Szynowe i Alstom Polska S.A.
W 2021 Alstom stał się nowym właścicielem zakładu w wyniku przejęcia Bombardier Transportation. W okresie 2021–2023 zakład był częścią spółki Alstom Pojazdy Szynowe Sp. z o.o.. W 2023 działalność Alstom w Polsce została zintegrowana w ramach jednej spółki Alstom Polska S.A. Od tego czasu zakład działa jako wrocławski oddział tej spółki.

## Podsumowanie nazewnictwa
W wyniku powyżej opisanych zawirowań gospodarczo-politycznych, przedsiębiorstwo w całej swojej historii nosiło następujące nazwy:
- 1832–1839: Maschinenbauanstalt Breslau
- 1839–1945: Wagenbauanstalt Gottfried Linke, ostatecznie Linke-Hofmann Werke (oraz inne, zwykle zależne od współinwestorów Linkego)
- 1945–1997: Państwowa Fabryka Wagonów we Wrocławiu (znane jako Pafawag)
- 1997–2001: Adtranz
- 2001–2021: Bombardier Transportation (BT) Wrocław
- 2021–2023: Alstom Pojazdy Szynowe Sp. z o.o
- 2021–dziś[kiedy?]: Alstom Polska S.A. – oddział we Wrocławiu

## Obecna działalność przedsiębiorstwa

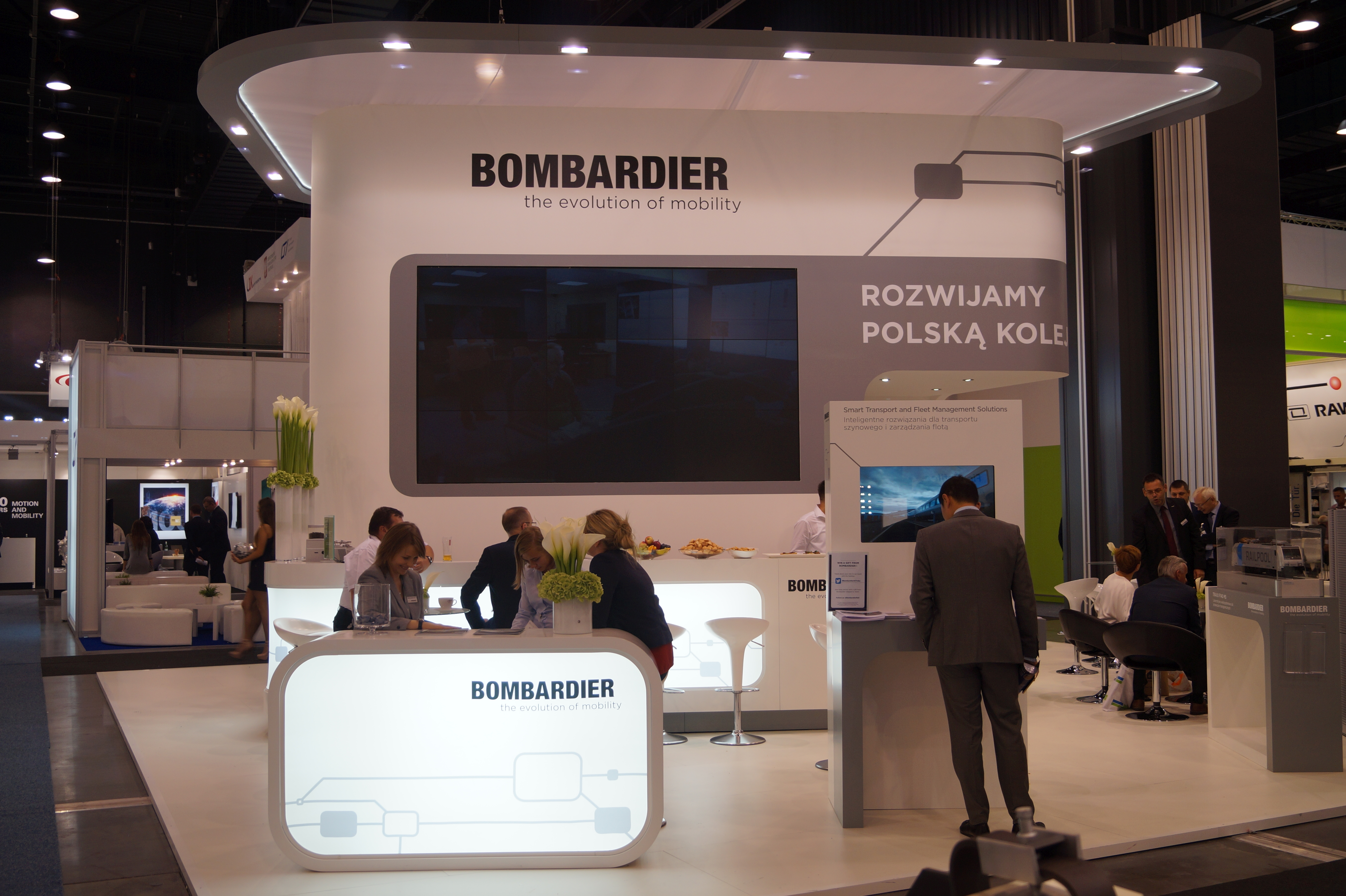
Bombardier obecny na targach Trako 2015

Główny profil działalności przedsiębiorstwa to produkcja elektrycznych zespołów trakcyjnych TALENT, lokomotyw Traxx, wagonów piętrowych Twindexx w systemie push-pull, składów wysokich prędkości, tramwajów Flexity oraz metra.
Pod zarządem Bombardiera, wrocławski zakład stał się drugą co do wielkości kanadyjską inwestycją w Polsce. Blisko 100% produkcji fabryki jest przeznaczane na eksport na rynki USA i Europy. Fabryka jest głównym producentem lokomotyw elektrycznych w kraju. Po przejęciu część taborowa przedsiębiorstwa wyprodukowała, między innymi, 50 lokomotyw elektrycznych najnowszej generacji: 8 dwusystemowych EU43 oraz 42 jednosystemowe Traxx EU47 – F160 DC.
Alstom Pojazdy Szynowe produkuje pudła dla rodziny lokomotyw Traxx popularnych w Niemczech lokomotyw, jak również lokomotyw eksploatowanych w Grecji, Szwecji, Szwajcarii czy USA, a nawet odległej Malezji oraz podzespoły dla składów zespolonych ICE eksploatowanych w Niemczech i Holandii oraz Talgo użytkowanych w Hiszpanii oraz piętrowych pociągów regionalnych.
Przedsiębiorstwo wygrało przetarg na dostawę pociągów (Bombardier Talent) do Polski, przetarg ten został następnie unieważniony. W 2007 Koleje Mazowieckie ogłosiły, że zakupią od Bombardiera 37 wagonów piętrowych. W 2010 Koleje Mazowieckie zakupiły 11 lokomotyw Traxx P160 DC „Hetman”, z dostawą w 2011
W Polsce wagony tramwajowe można spotkać w Łodzi, Krakowie oraz Gdańsku.
W marcu 2006 przedsiębiorstwo Bombardier Transportation podpisało umowę z Solaris Bus & Coach i Vossloh Kiepe w sprawie montażu tramwajów Bombardier NGT6/2 w Zajezdni Podgórze w Krakowie. W 2006 przedsiębiorstwa te wygrały przetarg na dostawę 24 tramwajów dla Krakowa, oraz 3 dla Gdańska. W ramach współpracy Bombardier Transportation dostarcza karoserie, Vossloh Kiepe osprzęt elektryczny, zaś Solaris Bus & Coach zapewnia dostawę pozostałych podzespołów i montaż pojazdów. W 2007 dostarczono 3 zamówione pojazdy do Gdańska oraz 8 sztuk do Krakowa. W kolejnych latach firma Bombardier Transportation dostarczyła do Krakowa 26 sztuk tramwajów (14 wagonów Bombardier NGT6 oraz 12 wagonów Bombardier NGT6/2) z czego 4 wagony NGT6 w całości, pozostałe zaś były montowane w krakowskim MPK. W 2010 roku MPK Kraków ogłosił przetarg na dostawę 24 niskopodłogowych tramwajów, wygrał Bombardier NGT8. Pierwsze cztery z nich dotarły do Krakowa w II połowie 2012 roku, a w kwietniu 2013 roku dostawa wszystkich 24 tramwajów została zakończona.
We wrocławskiej fabryce produkowane są dla Deutsche Bahn pudła składów dużych prędkości, nazwanych ICE 4.